# Alfredo Bermúdez de Castro López-Varela
Alfredo Bermúdez de Castro López-Varela (La Coruña, 9 de septiembre de 1950) es un matemático español.
Licenciado en Matemáticas en 1972 y doctor en 1974 por la Universidad de Santiago de Compostela (USC). Profesor adjunto de la misma universidad (1974) y catedrático de Matemática aplicada (1983). Fue discípulo de Jacques-Louis Lions. Ha contribuido a la modelización y análisis numérico de las ecuaciones en derivadas parciales. Ha establecido puentes entre las matemáticas y la industria, trabajando en mecánica de sólidos y fluidos, combustión, electromagnetismo, acústica, metalurgia, medio ambiente, cinética química,  finanzas, teoría del control y optimización matemática . 
En 1997 recibió el Premio de la Real Academia de Ciencias Exactas, Físicas y Naturales, de la que es miembro desde 2008. En 2019 obtuvo la primera Medalla de Investigación de la Real Academia Gallega de Ciencias.